# Fedez
Fedez, właśc. Federico Leonardo Lucia (ur. 15 października 1989 w Mediolanie) – włoski raper, autor tekstów, kompozytor, przedsiębiorca i osobowość medialna.
Zadebiutował w 2011 wydanymi cyfrowo albumami: Penisola che non c'è i Il mio primo disco da venduto, które udostępnił za darmo w Internecie. W kolejnych latach wydał pięć albumów studyjnych: Sig. Brainwash – L’arte di accontentare (2013), Pop-Hoolista (2014), Comunisti col Rolex (2017; nagrana z J-Axem), Paranoia Airlines (2019) i Disumano (2021), z którymi dotarł do pierwszego miejsca na liście sprzedaży we Włoszech. W lutym 2021 z utworem „Chiamami per nome”, który nagrał w duecie z Franceską Michielin, zajął drugie miejsce w finale 71. Festiwalu Piosenki Włoskiej w San Remo. W lutym 2025 weźmie udział w 75. FPW w San Remo.
W latach 2014–2018 i 2022–2023 zasiadał wśród jurorów włoskiej wersji programu X Factor. W 2021 współprowadził program rozrywkowy LOL – Chi ride è fuori wyprodukowany dla Amazon Prime Video.
We wrześniu 2018 ożenił się z blogerką modową i influencerką Chiarą Ferragni, z którą ma syna Leone’a (ur. 2018) i córkę Vittorię (ur. 2021). Na początku 2024 para poinformowała o rozstaniu.